# Dirphys
Dirphys är ett släkte av steklar. Dirphys ingår i familjen växtlussteklar.
Kladogram enligt Catalogue of Life:
| Dirphys | \| \| Dirphys aphania \| \| \| \| \| \| Dirphys diablejo \| \| \| \| \| \| Dirphys encantadora \| \| \| \| \| \| Dirphys larensis \| \| \| \| \| \| Dirphys mendesi \| \| \| \| \| \| Dirphys mexicana \| \| \| \| |
|         | \| \| Dirphys aphania \| \| \| \| \| \| Dirphys diablejo \| \| \| \| \| \| Dirphys encantadora \| \| \| \| \| \| Dirphys larensis \| \| \| \| \| \| Dirphys mendesi \| \| \| \| \| \| Dirphys mexicana \| \| \| \| |
|         | Dirphys aphania |
|         | |
|         | Dirphys diablejo |
|         | |
|         | Dirphys encantadora |
|         | |
|         | Dirphys larensis |
|         | |
|         | Dirphys mendesi |
|         | |
|         | Dirphys mexicana |
|         | |